# Grasseiteles punctus
Grasseiteles punctus är en stekelart som först beskrevs av Holmgren 1857.  Grasseiteles punctus ingår i släktet Grasseiteles och familjen brokparasitsteklar. Inga underarter finns listade i Catalogue of Life.